# Osvaldo-Reig-Kammratte
Die Osvaldo-Reig-Kammratte (Ctenomys osvaldoreigi) ist eine Art der Kammratten. Die Art kommt im nördlich zentralen Argentinien vor, wo sie nur in der Provinz Córdoba nachgewiesen ist. Die 1995 wissenschaftlich beschriebene Art ist nur von einem Fundort im argentinischen Hochland bekannt und gilt als vom Aussterben bedroht.

## Merkmale
Die Osvaldo-Reig-Kammratte erreicht eine Gesamtlänge von etwa 27,5 Zentimetern bei einem Gewicht von etwa 244 Gramm (Daten des männlichen Holotypus) bzw. eine Gesamtlänge von 25,4 Zentimetern bei einem Gewicht von 203 Gramm  (Daten des weiblichen Paratypus). Es handelt sich damit um eine mittelgroße Art der Gattung. Die Rückenfärbung ist einfarbig ockerfarben braun mit sandfarbenen Haarspitzen. Die Bauchfärbung ist heller ockerfarben, weiße Flecken in der Lende oder den Achseln sind nicht vorhanden. Der Schwanz ist zweifarbig mit einer dunklen Oberseite und einer hellen, cremefarbenen Unterseite.
Der Schädel ist klein und grazil gebaut. Die Schnauzenregion ist verlängert und seitlich ein wenig ausgeweitet. Die Jochbögen sind schlank und die Breite im Bereich der Jochbögen ist deutlich größer als im Bereich der Ohröffnungen. Schläfenkämme sind nur leicht ausgebildet. Die Paukenblasen sind klein und nicht aufgeschwollen.
Der Karyotyp besteht aus einem Chromosomensatz von 2n=52 (FN=56). Die Spermien sind leicht asymmetrisch geformt.

## Verbreitung
Das Verbreitungsgebiet der Osvaldo-Reig-Kammratte ist auf das nördlich zentrale Argentinien begrenzt, wo sie als Endemit nur vom Fundort der Typen in den Sierras Grandes im Süden des Departamento Cruz del Eje in der Provinz Córdoba nachgewiesen ist. Der Fundort liegt in einer Höhe von über 2000 Metern.

## Lebensweise
Über die Lebensweise der Osvaldo-Reig-Kammratte liegen wie bei den meisten Arten der Kammratten nur sehr wenige Informationen vor. Sie lebt wie alle Kammratten weitgehend unterirdisch in Gangsystemen, die sie in sandigen Böden der Hochlandwiesen anlegt. Die Tiere ernähren sich vegetarisch von den verfügbaren Pflanzen und sind Einzelgänger (solitär).

## Systematik
Die Osvaldo-Reig-Kammratte wird als eigenständige Art innerhalb der Gattung der Kammratten (Ctenomys) eingeordnet, die aus etwa 70 Arten besteht. Die wissenschaftliche Erstbeschreibung der Art stammt von dem argentinischen Zoologen Julio Rafael Contreras aus dem Jahr 1995, der sie anhand von mehreren Individuen aus dem Süden des Departamento Cruz del Eje in der argentinischen Provinz Córdoba beschrieb. Die Art wird aktuell keinem Artenkomplex innerhalb der Kammratten zugeordnet.
Innerhalb der Art werden neben der Nominatform keine Unterarten unterschieden. Benannt wurde Ctenomys osvaldoreigi nach dem 1992 verstorbenen argentinischen Zoologen und Paläontologen Osvaldo Reig.

## Status, Bedrohung und Schutz
Die Osvaldo-Reig-Kammratte wird von der International Union for Conservation of Nature and Natural Resources (IUCN) als vom Aussterben bedroht („critically endangered“) eingeordnet. Begründet wird dies mit dem sehr kleinen nutzbaren Verbreitungsgebiet von weniger als 4 km2 in den Sierras Grandes, wo sie nur von einem Fundort bekannt ist. Im Jahr 2006 wurde die Population durch einen Brand schwer in Mitleidenschaft gezogen, worauf die Ausweitung der Schafweiden folgte, die die verbleibende kleine Population weiter einengt.

## Belege
1. 1 2 3 4 5 6 7 8 9  Osvaldo Reig's Tuco-tuco. In: T.R.O. Freitas: Family Ctenomyidae In: Don E. Wilson, T.E. Lacher, Jr., Russell A. Mittermeier (Herausgeber): Handbook of the Mammals of the World: Lagomorphs and Rodents 1. (HMW, Band 6) Lynx Edicions, Barcelona 2016, S. 533. ISBN 978-84-941892-3-4.
2. 1 2 3  Ctenomys osvaldoreigi. In: Don E. Wilson, DeeAnn M. Reeder (Hrsg.): Mammal Species of the World. A taxonomic and geographic Reference. 2 Bände. 3. Auflage. Johns Hopkins University Press, Baltimore MD 2005, ISBN 0-8018-8221-4.
3. ↑  Beolens, Watkins & Grayson: The Eponym Dictionary of Mammals. JHU Press, 2009, S. 302 (Osvaldo Reig).
4. 1 2 3  Ctenomys osvaldoreigi in der Roten Liste gefährdeter Arten der IUCN 2019. Eingestellt von: C. J. Bidau, 2016. Abgerufen am 25. Mai 2020.